# インテリアデザイン学科
インテリアデザイン学科（いんてりあでざいんがっか）は、インテリアデザインなどの教育研究を目的とした大学の学科の一つである。芸術系学科のコースや家政学系学部住居学、建築学科のインテリアデザインコースなどもある。
日本の大学ではかつて大阪樟蔭女子大学学芸学部にインテリアデザイン学科を開設していたが、現在は募集を停止している。

## インテリアデザインコース等をもつ日本の大学
一部空間ディスプレイスペースデザインの専門学科もある。
インテリアデザインコース系
- 道都大学 美術学部 デザイン学科　インテリアデザインコース
- 東海大学 芸術工学部 くらしデザイン学科　産業デザインコース　アートコース　家具コース
- 東海大学 芸術工学部 建築・環境デザイン学科　建築コース　まちづくりコース
- 会津大学短期大学部 産業情報学科デザイン情報コース  　インテリア分野
- 桐生短期大学 アート・デザイン学科  インテリアデザインコース
- 東京造形大学 造形学部 デザイン学科・室内建築専攻領域
- 武蔵野美術大学 造形学部 工芸工業デザイン学科 インテリアデザイン専攻
- 東京家政学院大学 人文学部 工芸文化学科　リビングデザインコース
- 駒沢女子大学 人文学部 空間造形学科
- 明星大学 造形芸術学部 造形芸術学科　空間造形コース
- 文化女子大学 造形学部 住環境学科　インテリアデザインコース（インテリアコーディネート専攻　インテリアプロダクト専攻）
- 文化女子大学 造形学部 住環境学科　住居デザインコース（住居インテリア専攻　住文化専攻）
- 文化女子大学短期大学部 生活造形学科  インテリアデコレーションコース（インテリア小物　家具　ハウスキーピング）
- 文化女子大学短期大学部 生活造形学科  インテリアデザインコース
- 東京工科大学 デザイン学部 デザイン学科 工業デザインコース
- 東横学園女子短期大学　ライフデザイン学科
- 湘北短期大学  生活プロデュース学科　インテリアデザインコース
- 長岡造形大学 造形学部 建築・環境デザイン学科 インテリアデザインコース
- 大同大学 工学部 建築学科インテリアデザイン専攻
- 名古屋造形大学(旧名古屋造形芸術大学) 造形学部 造形学科　インテリアデザインコース　（2008年4月新設予定）
- 愛知産業大学 造形学部 デザイン学科　建築インテリアコース
- 名古屋女子大学短期大学部　生活学科　生活創造デザイン専攻
- びわこ学院大学　短期大学部　ライフデザイン学科 インテリアデザインコース
- 京都造形芸術大学 芸術学部 環境デザイン学科　インテリアデザインコース（2007年4月開設）
- 大阪芸術大学 芸術学部 デザイン学科　ライフデザインコース（スペースデザイン（住居インテリア）分野とプロダクトデザイン分野）
- 大阪工業大学 ロボティクス＆デザイン工学部 空間デザイン学科 インテリアデザイン
- 大阪成蹊大学 芸術学部 　インテリア・プロダクトデザインコース
- 神戸芸術工科大学 デザイン学部 プロダクトデザイン学科（インテリアデザイン　家具デザイン　生活雑貨デザイン　照明デザインなど８コース）
- 神戸芸術工科大学 デザイン学部 環境・建築デザイン学科　　住居・インテリアデザインコース
- 神戸ファッション造形大学 ファッション造形学部および神戸ファッション造形大学短期大学部　インテリアデザインコース
- 帝塚山大学 現代生活学部 居住空間デザイン学科
- 宝塚造形芸術大学 造形学部 産業デザイン学科　インテリアデザインコース
- 神戸松蔭女子学院大学 人間科学部 生活造形学科 住居・インテリアデザインコース
- 夙川学院短期大学 美術・デザイン学科  インテリア住空間コース
- 神戸山手短期大学　生活学科　住居インテリアコース
- 奈良芸術短期大学 美術科  建築・インテリアデザインコース
- 東亜大学 デザイン学部 デザイン学科　インテリアデザインコース
- 第一工業大学 工学部 建築デザイン学科 生活造形・インテリアデザイン コース

スペースデザイン学・空間デザイン学系
- 北海道工業大学 空間創造学部 建築学科空間デザインコース（2008年4月新設）
- 北翔大学（旧浅井学園大学 生涯学習システム学部 芸術メディア学科　スペースデザインコース
- 道都大学 美術学部 建築学科　居空間デザインコース（住居）
- 多摩美術大学 美術学部 環境デザイン学科　インテリアデザインコース
- 武蔵野美術大学 造形学部 空間演出デザイン学科　ディスプレイデザイン専攻
- 武蔵野美術大学 造形学部 視覚伝達デザイン学科　ライディングスペースデザイン系
- 女子美術大学短期大学部 造形学科  デザインコース　空間インターフェイス領域
- 横浜美術短期大学 造形美術科  空間プロデュースデザインコース（ディスプレーから生活・公共・イベント空間まで）
- 愛知県立芸術大学 美術学部 デザイン・工芸科　デザイン専攻　スペースデザイン
- 名古屋芸術大学 美術学部 デザイン学科　プロダクト＆スペースブロック　スペースデザイン選択コース
- 京都造形芸術大学 芸術学部 空間演出デザイン学科　空間デザインコース